# Eugène-Prosper-Joseph Sisteron
Eugène-Prosper-Joseph Sisteron, francoski general, * 1879, † 1971.